# Fiederung

Fiederung
A: einfach gefiederter Muskel
B: zweifach gefiederter Muskel
C: mehrfach gefiederter Muskel
blau: anatomischer Querschnitt
grün: physiologischer Querschnitt

Als Fiederung bezeichnet man ein Bauprinzip eines Skelettmuskels, der die Kraft (Hubkraft) und das Verkürzungsvermögen (Hubhöhe) eines Muskels beeinflusst. In gefiederten Muskeln verlaufen die Muskelfasern nicht parallel zu ihrer Ansatzsehne, sondern setzen schräg dazu an. Nach diesem Kriterium können Muskeln in folgende Gruppen klassifiziert werden:
- Einfach gefiederte Muskeln (Musculus unipennatus)
- Zweifach gefiederte Muskeln (Musculus bipennatus)
- Mehrfach gefiederte Muskeln (Musculus multipennatus)

Bei einem zweifach gefiederten Muskel spaltet sich eine Sehne gabelförmig auf. Bei mehrfach gefiederten Muskeln strahlen Abzweigungen der beiden Sehnen in den Muskelbauch ein, so dass der Muskel sehnig durchsetzt ist. Solche Muskeln sind Fleischstücke minderer Qualität, da sie sehr zäh sind.

## Hubkraft und Hubhöhe
Die Hubkraft eines Muskels ist abhängig vom Querschnitt aller Muskelfasern rechtwinklig zu ihrer Faserrichtung (physiologischer Querschnitt). In einem ungefiederten (parallelfasrigen) Muskel ist dieser Querschnitt gleich dem durch den Gesamtmuskel (anatomischer Querschnitt) und die Muskelkraft wird verlustfrei auf die Sehne übertragen.
Die Hubhöhe ist von der Länge der Muskelfasern und diese wiederum von der Anzahl der Kontraktionseinheiten (Sarkomere) abhängig. Ein Sarkomer kann bei maximaler Vordehnung bis zu 3,5 µm lang sein und sich bei der Muskelkontraktion auf 1,5 µm Länge verkürzen. Diese Maximalverkürzung um etwa 60 % tritt in der Realität allerdings nicht auf, unter physiologischen Bedingungen beträgt die Sarkomerlänge bei optimaler Vordehnung etwa 2–2,2 µm, wodurch sich eine Verkürzung um etwa 30 % ergibt.

## Fiederungswinkel
Durch die Fiederung kann bei gleicher Muskeldicke eine größere Anzahl an Muskelfasern an der Sehne ansetzen, der physiologische Querschnitt ist also größer als der anatomische. Der Fiederungswinkel (Pennationswinkel) beeinflusst sowohl Hubhöhe als auch Hubkraft.
Die auf die Sehne übertragene Kraft (FS) eines Muskels (FM) verringert sich mit steigendem Fiederungswinkel (α) nach der Formel:

FS = FM • cos α.
Bei einem Fiederungswinkel von 60° wird also nur die halbe Muskelkraft auf die Zugrichtung der Sehne übertragen. Durch die höhere Anzahl ansetzender Muskelfasern ist jedoch die Hubkraft eines gefiederten Muskels größer.
Die Hubhöhe (H) nimmt in gefiederten Muskeln prinzipiell zu. Bei gleich langen Fasern ist sie nicht nur von der Verkürzungsfraktion, sondern auch durch den sich dabei ändernden Fiederungswinkel bestimmt:

H=l1 • cos α1 - l2 • cos α2,

wobei l1 und α1 Faserlänge und Ansatzwinkel vor, l2 und α2 nach der Kontraktion sind.